# Port lotniczy Salima
Port lotniczy Salima – port lotniczy zlokalizowany w mieście Salima, w Malawi.